# Yejong (Joseon)
Yejong (koreanisch: 예종) (* 12. Februar 1450, Joseon; † 31. Dezember 1469, ebenda) war während seiner Regierungszeit von 1468 bis 1469 der 8. König der Joseon-Dynastie (조선 왕조) (1392–1910) in Korea.

## Leben
König Yejong, vor seiner Krönung Prinz Haeyang-daegun Hwang (해양대군 황) genannt, war der zweite Sohn von König Sejo (세조) (1417–1468). Als sein älterer Bruder Deokjong (덕종) (1438–1457), als Kronprinz unter dem Namen Uigyeong seja (의경세자) bekannt, plötzlich verstarb, ernannte ihn sein Vater im Alter von acht Jahren zum Kronprinzen. Zehn Jahre später verstarb sein Vater und Yejong wurde im Alter von nur 18 Jahren zum König gekrönt. Noch zu jung zum Regieren, wurde er von seiner Mutter Königin Jeonghui (정희) unterstützt, die auch die Regierungsgeschäfte übernahm. Sie wurde unterstützt und beraten von Sin Suk-ju (신숙주) und Han Myeong-hoe (한명회), beides hohe Beamte des Staates. Königin Jeonghui begleitete ihren Sohn König Yejong zu allen offiziellen Empfängen oder Sitzungen der Regierung. Obwohl ihre Macht begrenzt war, so hatte sie doch als erste Frau in der Geschichte Joseons erstmals großen Einfluss auf die Regierungsgeschäfte und die Geschicke des Landes.
1469, noch in der Amtszeit König Yejongs, wurde eine Zeremonie für die Palastwachen, Sumungun (수문군) genannt, am Tor zum Palast und an den Toren zur Hauptstadt eingeführt. Sumunjang (수문장), der Anführer der Palastwachen, führte die Wachen zu den jeweiligen Toren, wo die Zeremonie zum Öffnen und Schließen der Toren durchgeführt wurden. Nach den Quellen aus jenen Tagen, werden heutzutage vor dem Eingangstor zum Palast, das Gungseongmun (궁성문) genannt wird, das Öffnen und Schließen der Tore für die Touristen anschaulich zelebriert.
König Yejong war interessiert daran, den Hintergrund und die Wahrheit eines Verbrechens herauszufinden und brachte dies dann vor das Gericht. Er recherchierte u. a. zu einem Gerücht, dass er entthront werden sollte und fand in dem jungen Chronisten Yi-seo (이서) einen Helfer. Die Geschichte war Grundlage für eine 2017 veröffentlichte Filmkomödie, die im Englischen den Titel „The King's Case Note“ bekam.
Yejong, der schon seit seine Kindheit gesundheitlich angeschlagen war, verstarb nach nur 14 Monaten Amtszeit im Alter von 19 Jahren. Nach seinem Tod trat der Sohn seines verstorbenen älteren Bruders als König Seongjong (성종) die Thronfolge an.

## Grabmal des Königs
Das Grabmal Changneung (창릉) von König Yejong befindet sich auf dem Seooreung genannten Areal in der Stadt Goyang-si (고양시) der Provinz Gyeonggi-do (경기도). Dort liegt auch seine Frau, Königin Ansun (안순) begraben. Die Grabstätten wurden von der UNESCO zum Weltkulturerbe ernannt.